# Mick Rogers
Mick Rogers (* jako Michael Oldroyd; 20. září 1946, Dovercourt, Essex, Anglie) je britský zpěvák a kytarista. V letech 1971-1975 a znovu od roku 1983 dodnes je členem skupiny Manfred Mann's Earth Band.